# Грибовики
Грибовики (лат. Erotylidae) — семейство насекомых надсемейства Cucujoidea из отряда жесткокрылых. Насчитывает около 3670 видов. В России — 50 видов (А. Г. Кирейчук, 1995).

## Описание
Микофаги, питаются древесными грибами, распространяя их споры. Длина от 2 до 30 мм. Тело обычно овальное, выпуклое, сверху голое, усики булавовидные. Окраска часто яркая.

## Распространение
Встречаются по всему миру. Наибольшее видовое богатство отмечено в тропических регионах Южной Америки и Юго-Восточной Азии.

## Классификация
Существуют разные взгляды на объем семейства. В широком объеме сюда включают и другие семейства, например Languriidae. В Erotylidae (в узком объеме) выделяют подсемейства Dacninae Gistel, 1856, Encaustinae Crotch, 1876, Erotylinae Latreille, 1802, Megalodacninae Sen Gupta, 1969 и Tritominae Curtis, 1834. Иногда в него также включают семейства Cryptophilidae, Dacnidae, Languriidae, Loberidae, Pharaxonothidae, Tritomidae и Xenoscelidae в качестве подсемейств Cryptophilinae, Languriinae, Loberinae, Pharaxonothinae и Xenoscelinae.
Филогенетические исследования, основанные на морфологическом  и генетическом анализе последовательности ДНКподтверждают, что Erotylidae и Languriidae являются парафилетическими членами одной группы. Следовательно семейство Languriidae должно быть включено в состав Erotylidae (в качестве подсемейства Langurinae). Ранее, некоторые специалисты признавали статус группы Languriidae как отдельного семейства.

### Список родов
Около 100 родов. В новом объеме  включает подсемейства Xenoscelinae (7 родов), Pharaxonothinae (5 родов), Loberinae (6 родов), Languriinae (72 рода), Cryptophilinae (13 родов) и Erotylinae (5 триб — Dacnini, Encaustini, Erotylini, Megalodacnini, Tritomini — на базе подсемейств Dacninae Gistel, 1856, Encaustinae Crotch, 1876, Erotylinae Latreille, 1802, Megalodacninae Sen Gupta, 1969 и Tritominae Curtis, 1834).
| - Acropteroxys Gorham, 1887 - Acryptophagus - Aegithus - Amblyopus Lacordaire, 1842 - Amblyscelis Gorham, 1888 - Anadastus - Apolybas Alvarenga, 1965 (= Lybas) - Atomarops Reitter - Aulacochilus Lacordaire, 1842 - Bolerus Grouvelle - Brachypterosa Zablotny & Leschen, 1996 - Brachysphaenus - Caenolanguria - Callischyrus - Camptocarpus - Cathartocryptus Sharp, 1886 - Chinophagus Ljubarsky, 1997 - Cladoxena Motschulsky - Cnecosa - Coccimorphus Hope, 1841 - Coelocryptus Sharp, 1900 - Combocerus Bedel, 1867 - Coptengis Crotch, 1876 - Crotchia Fowler - Crowsenguptus - Cryptodacne Sharp, 1878 - Cryptophilus Reitter, 1874 - Cypherotylus Crotch, 1873 - Cytorea - Dacne Latrielle, 1796 - Dapsa - Dasydactylus Gorham, 1887 - Doubledaya - Ectrapezidera - Ellipticus - Empocryptus Sharp - Encaustes Lacordaire, 1842 - Episcapha Dejean, 1837 - Episcaphula Crotch - Erotylus Fabricius, 1775 - Eutriplax Lewis, 1887 | - Fitoa - Gibbifer - Goniolanguria - Haematochiton - Hapalips Reitter, 1877 - Henoticonus Reitter, 1878 - Hirsotriplax - Homoeotelus Hope, 1841 - Hoplepiscapha Lea, 1922 - Iphiclus - Ischyrus Crotch, 1873 - Languria Latreille, 1802 - Languriomorpha - Langurites Motschulsky, 1860 - Lepidotoramus Leschen, 1997 - Leucohimatium Rosenhauer, 1856 - Linodesmus Bedel, 1882 - Loberogosmus Reitter - Loberolus - Loberonotha Sen Gupta & Crowson 1969 - Loberopsyllus - Loberoschema Reitter - Loberus LeConte, 1861 - Lobosternum - Lybanodes - Lybas - Macromelea Hope - Macrophagus Motschulsky - Malleolanguria - Megalodacne Crotch, 1873 - Megischyrus Crotch, 1873 - Meristobelus - Microlanguria Lewis - Microsternus - Mycetaea Stephens, 1829 - Mycolybas Crotch, 1876 - Mycotretus Chevrolat in Dejean, 1837 - Neoloberolus - Neotriplax - Nomotus - Oligocorynus Chevrolat, 1835 - Ortholanguria | - Othniocryptus Sharp, 1900 - Paphezia Zablotny & Leschen, 1996 - Paracladoxena Fowler - Pediacus - Penolanguria Kolbe - Pharaxonotha Reitter, 1875 - Platoberus Sharp - Prepopharus - Promecolanguria - Protoloberus Leschen, 2003 - Pselaphacus Percheron, 1835 - Pselaphandra Jacobson, 1904 - Pseudhapalips Champion - Pseudhenoticus Sharp - Pseudischyrus - Rhodotritoma Arrow, 1925 - Scaphidomorphus Hope, 1841 - Scaphodacne Heller, 1918 - Setariola Jakobson, 1915 - Spondotriplax - Stengita - Stenodina - Telmatoscius - Teretilanguria - Tetralanguria - Thallis - Thallisella Crotch - Tomarops Grouvelle, 1903 - Trapezidera - Trichotritoma - Trichulus - Triplacidea Gorham, 1901 - Triplax Herbst, 1793 - Tritoma Fabricius, 1775 - Truquiella Champion - Xenocryptus Arrow, 1929 - Xenoscelis Wollaston, 1864 - Xestus - Zavaljus - Zonarius (= Oligocorynus) - Zythonia Westwood, 1874 |